# بينيفيلو
بينيفيلو هي بلدية في مقاطعة كونية في منطقة بيمنتة الإيطالية تقع على بعد 60 كيلومتر (37 ميل) جنوب شرق تورينو و50 كيلومتر (31 ميل) شمال شرق مدينة كونية. كان عدد سكانها 451 نسمة في عام 2004، ومساحتها 5.4 كيلومتر مربع (2.1 ميل2). تقع المدينة على حدود البلديات التالية: ألبا وبرجومال وديانو دالبا وليكيو بيريا وروديلو.